# 姆巴凯
姆巴凯（Mbacké）是非洲國家塞內加爾中部的城市，位於首都達喀爾以東190公里，由久爾貝勒區負責管轄，海拔高度47米，建城於1796年，2007年人口約68,054。
14°47.5′N 15°54.5′W / 14.7917°N 15.9083°W